# Bahnstrecke Charles River–Ridge Hill
| Streckenlänge: | 3 km                 |                  |                  |
| Spurweite: | 1435 mm (Normalspur) |                  |                  |
| Zweigleisigkeit: | –                    |                  |                  |
| |                      |                  |                  |
| Gesellschaft: | zuletzt NYNE         |                  |                  |
| \| \| \| von Brookline \| \| \| \| 0 \| Charles River MA \| Charles River MA \| \| \| \| nach Harrisville \| \| \| \| 3 \| Ridge Hill MA \| Ridge Hill MA \| |                      |                  |                  |
| Strecke |                      | von Brookline    | von Brookline    |
| ehemaliger Bahnhof | 0                    | Charles River MA | Charles River MA |
| Abzweig ehemals geradeaus und nach links |                      | nach Harrisville | nach Harrisville |
| Kopfbahnhof Streckenende (Strecke außer Betrieb) | 3                    | Ridge Hill MA    | Ridge Hill MA    |

Die Bahnstrecke Charles River–Ridge Hill ist eine Eisenbahnstrecke in Massachusetts (Vereinigte Staaten). Sie ist rund drei Kilometer lang und liegt im Stadtgebiet von Needham. Die normalspurige Strecke ist stillgelegt und abgebaut.

## Geschichte
In der Siedlung Ridge Hill befand sich im 19. Jahrhundert ein Erholungshotel, in dem Touristen aus dem Großraum Boston ihre Sommerwochenenden verbrachten. Um dieses erreichen zu können, baute die New York and New England Railroad eine Stichstrecke vom Bahnhof Charles River nach Ridge Hill, die 1879 eröffnet wurde. Personenverkehr wurde nur im Sommer angeboten. Etwa 1885 wurde der Personenverkehr eingestellt und die Strecke 1889 stillgelegt und abgebaut.

## Streckenbeschreibung
Die Strecke zweigte unmittelbar am Bahnhof Charles River aus der Bahnstrecke Back Bay–Harrisville ab und führte westwärts entlang des Charles River. Der Endbahnhof befand sich an der Charles River Street, etwa in Höhe der Locust Lane.

## Personenverkehr
Der Sommerfahrplan 1881 sah fünf Zugpaare von Boston nach Ridge Hill vor, sowie vier weitere Züge, die nur zwischen Charles River und Ridge Hill pendelten und in Charles River Anschluss in Richtung Boston hatten.